# Milioutino (oblast de Koursk)
Milioutino (en russe : Милютино) est un hameau du selsoviet de Vychnié Derevenki du raïon de Lgov dans l'oblast de Koursk, en Russie. Sa population s'élevait à 41 habitants au recensement de 2021.

## Géographie
Le hameau de Milioutino se situe dans l'oblast de Koursk, un oblast de la partie européenne de la Russie. Le hameau fait partie du raïon de Lgov, avec Lgov comme centre administratif. Il se trouve dans le selsoviet de Vychnié Derevenki, une municipalité, avec le village de Vychnié Derevenki comme chef-lieu.

## Démographie
Recensements (*) et estimations de la population :
| 2002 * | 2010* | 2021* | - |
| ------ | ----- | ----- | - |
| 65     | 48    | 41    | - |